# Ký quỹ

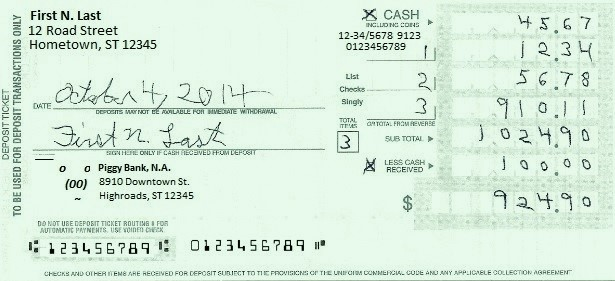
Một tờ phiếu ký quỹ (deposit slip) cho phép hoàn lại tiền mặt

Ký quỹ (Deposit) là việc đặt tiền hoặc tài sản tương tự cho tổ chức tài chính như là một biện pháp bảo đảm tiền vay, đây là việc bên có nghĩa vụ gửi một khoản tiền hoặc kim khí quý, đá quý hoặc giấy tờ có giá vào tài khoản phong tỏa tại một tổ chức tín dụng để bảo đảm việc thực hiện nghĩa vụ. Trường hợp bên có nghĩa vụ không thực hiện hoặc thực hiện không đúng nghĩa vụ thì bên có quyền được tổ chức tín dụng nơi ký quỹ thanh toán, bồi thường thiệt hại do bên có nghĩa vụ gây ra, sau khi trừ chi phí dịch vụ. 
Khoản tiền được dùng để ký quỹ (tiền ký quỹ) được gửi vào tài khoản phong tỏa tại tổ chức tín dụng theo thỏa thuận hoặc do bên có quyền chỉ định để bảo đảm thực hiện nghĩa vụ. Tiền ký quỹ và việc ký quỹ một lần hoặc nhiều lần do các bên thỏa thuận hoặc pháp luật quy định. Trường hợp nghĩa vụ được bảo đảm bị vi phạm thì tiền ký quỹ được dùng để thanh toán nghĩa vụ, bồi thường thiệt hại sau khi trừ phí dịch vụ (thanh toán nghĩa vụ). Theo thông lệ, bất kỳ khoản tiền nào được gửi vào ngân hàng đều trở thành tài sản của ngân hàng và ngân hàng có trách nhiệm trả lại cùng một giá trị tiền tệ, nhưng không phải là tiền giống nhau, hình thức liên quan là phiếu ký quỹ/phiếu gửi tiền (deposit slip).